# سرنمك دركول (مازو)
سرنمك درکول (بالفارسية: سرنمک‌درکول) هي قرية تقع في قسم مازو الريفي، بمقاطعة أنديمشك التابعة لمحافظة خوزستان، إيران. يقدر عدد سكانها بـ 88 نسمة حسب الإحصاء السكاني الذي تمّ في عام 2006.